# Božské
Božské (v originále Divines) je francouzsko-katarský hraný film z 2016, který režírovala Houda Benyamina podle vlastního scénáře. Snímek měl světovou premiéru na filmovém festivalu v Cannes v sekci Quinzaine des réalisateur dne 19. května 2016.

## Děj
Na pařížském předměstí touží mladá Dounia po moci a úspěchu. S podporou své nejlepší kamarádky Maimouny opustí střední odbornou školu a nabídne své služby Rebecce, drogové dealerce, jejíž důvěru si postupně získává. Nečekané setkání s tanečníkem Djiguim je pro ni velká změna, ale je těžké uniknout Rebecčině vlivu.

## Obsazení
| Oulaya Amamra      | Dounia    |
| Déborah Lukumuena  | Maimouna  |
| Jisca Kalvanda     | Rebecca   |
| Kevin Mischel      | Djigui    |
| Yasin Houicha      | Samir     |
| Madjouline Idrissi | Myriam    |
| Mounir Margoum     | Cassandra |
| Farid Larbi        | Reda      |

## Ocenění
- Filmový festival v Cannes: Caméra d'or (Houda Benyamina), cena SACD (Houda Benyamina)
- Lumières: nejlepší filmový debut, nejnadějnější herečka (Oulaya Amamra a Déborah Lukumuena)
- Filmové dny Kartágo: cena pro nejlepší herečku (Oulaya Amamra a Déborah Lukumuena), zvláštní cena pro nejlepší celovečerní film
- César: nejlepší filmový debut (Houda Benyamina), nejslibnější herečka (Oulaya Amamra), nejlepší herečka ve vedlejší roli (Déborah Lukumuena); nominace v kategoriích nejlepší film, nejlepší režie (Houda Benyamina), nejlepší původní scénář (Romain Compingt, Houda Benyamina a Malik Rumeau), nejlepší střih (Loïc Lallemand a Vincent Tricon)
- Zlatý glóbus: nominace na nejlepší cizojazyčný film
- Křišťálový glóbus: nominace na nejlepší film